# Печатарство
Печат пренасочва насам.  За други значения вижте Печат (пояснение).
Печатарство или печатане, съкратено печат (известно и като книгопечатане) е процес на многократно възпроизвеждане на идентичен отпечатък на текст или други изображения, обикновено с мастило върху хартия с използването на печатна преса. В съвременни условия то се извършва най-често в индустриален мащаб и с компютърни технологии и представлява съществена част от издателската дейност.
Печатането има дълга история. Най-ранните отпечатъци са върху нехартиени материали, получени с така наречените цилиндрични печати, използвани в древна Месопотамия. Най-ранните отпечатъци върху хартия са направени с дървени блокчета в Китай. По-късни усъвършенствания са подвижният набор, също измислен в Китай около 1040 г. и печатната преса, изобретена от Йохан Гутенберг през 15 век. Развитието на книгопечатането изиграва решаваща роля за настъпването на Ренесанса и научната революция и е в основата на днешната икономика, основана на знанието.

## История
Също като калиграфията преди него, печатането е открито през 6 век в Китай, като първоначално текстът и илюстрациите били изрязвани върху дървени блокчета (виж ксилография). Гравьорите се мъчели да наподобят почерка на калиграфите, с тънки и дебели щрихи. Най-старата известна печатна книга в света е „Диамантената сутра“ от 868 г. През 9 век в Китай Пи Ченг започва да печата с подвижни индивидуални печатарски букви, изработени от втвърдена глина, а през 13 век в Далечния изток (Китай, Корея, Япония) навлиза печатането с метални печатарски букви, но не се развива значително, защото не е подходящо за използваните идеографски знаци (йероглифи).

### Ръчен набор и плосък печат
От ключово значение за развитието на книгопечатането е изобретението на Йохан Гутенберг, който въвежда печатарска матрица, в която могат да се подреждат отделни букви от метал. Всяка буква се излива чрез стоманен калъп (матрица), в който се излива по-мек метал – разтопено олово, примесено с калай и антимон. След това буквите се подреждат ред по ред, образувайки матрица (шпалта), която след приключване на отпечатването на тиража се разглобява и буквите могат да се използват отново. Изкуството на проектиране на формата на самите букви се нарича типография, а самото подреждане на текста върху страницата – набор (на английски: typesetting). Тази технология се нарича ръчен набор (също метален (подвижен) набор).
Гутенберг отваря печатницата си в Майнц, Германия през 1444 г. и започва работа по Гутенберговата библия, която излиза от печат през 1456 г. Ръчният набор позволява набраният текст да бъде прочетен и коригиран преди да се пристъпи към самото отпечатване.
Гутенберг използва за самия печат дървена преса с проста конструкция, която наподобява преса за грозде. Преди печата хартията се овлажнява, за да се получи по-добър отпечатък. Набраната шпалта се напоява с мастило с помощта на мастилени тампони. Тази първоначална конструкция на печатната преса е подобрена чак след 200 години, когато мастилените тампони са заменени с ролки. Металните букви (знаци) се съхраняват всяка в своя кутия и словослагателят ги подрежда ред по ред, изпълвайки шпалтата и оформяйки страницата. След отпечатването печатарските букви се връщат в съответните кутии за повторно използване. Оцветените елементи (декорации и начални букви) се добавят след това ръчно. Този метод се нарича плосък печат (висок печат).

#### Кирилица
Първото печатане на книги на кирилица по тази технология извършва Фиол Швайполт, католик от немски произход, в Краков през 1491 година. Първите напечатани книги са Октоих и Часослов. За целта са изработени поансони за 230 букви и знаци.  По късно му е забранено да печата църковни книги на кирилица.

#### Османска империя
В Османската империя Баязид II през 1483 година забранява печатането на книги на арабски език. И въпреки че в Цариград, Солун и други градове се печатат книги на иврит (от 1493 година), гръцки и арменски, едва през 19 век започват да се печатат книги на арабски език.

### Първопечатни книги
Книгите, отпечатани в Европа от началото на книгопечатането до 1501 г., са много редки, тъй като тиражът им е бил 100 – 300 екземпляра. Те се наричат инкунабули (от на латински: incunabula – люлка, начало). Сред тях са Нюрнбергските хроники (1493 г.), Псалтирът от Майнц и др.
Терминът е използван за първи път от Бернард фон Малинкрод в памфлета на латински: „De ortu et progressu artis typographicae“ („Развитие и напредък на типографското изкуство“) от 1639 г. и се утвърждава през 18-и в. Инкунабулите се делят на два типа: ксилографски и типографски. Гутенберговата библия е отпечатана по типографски начин. По-голяма част от изданията са на латински, но са се печатали книги и на други езици. Основни купувачи на инкунабулите били учените, благородниците, адвокатите и свещениците. Като правило, инкунабулите се печатали с готически шрифт без отделни абзаци.

### Развитие до 20 век
Печатарството, основано на изобретението на Гутенберг, се разпространява бързо из Европа, достигайки Англия през 1476 г., когато Уилям Какстън отваря своята печатница. Стивън Дей пренася печатарството в Америка през 1638 г. Следващото усъвършенстване са пресите, изработени от желязо и с лостов механизъм вместо винт. Граф Станхоуп разработва първата печатарска преса от този тип около 1800 г. и тя била доразвита от Джордж Клаймър, чиято Колумбийска преса (много екземпляри от нея още съществуват) е по-лесна за употреба. Следва период на бързи нововъведения в дизайна на печатарската преса и през 1814 г. вестник Таймс се е отпечатвал на цилиндрична преса, задвижвана от пара и проектирана от Фридрих Кьониг. Тя отпечатвала вестника върху листове хартия и заедно с първата ролна преса била пренесена в Америка през 1865 г. от Уилям Бълок. Педалната преса е машина, която се използва за дребни поръчки, захранва се с хартия на ръка и се задвижва от печатаря с крак
Успоредно с усъвършенствуване на пресите се развивали и използваните шрифтове. Печатарите в различни страни разработили различни шрифтове, като някои техни версии се използват и до днес.

### Развитие в България
В българските земи се внасят богослужебни книги главно от Русия. Богато украсените с гравюри книги, внасяни през 17 и 18 век, създават интерес и вкус към графиката. Сред народа започват да стават все по-популярни отпечатъци с религиозно съдържание, известни като щампи. Тези щампи първоначално се изработвали в чужбина по поръчка на големите манастири. В края на 18 век в Рилския манастир се създава първото българско графично ателие, в което първоначално се работело с вносни щампи. Работилница за отпечатване на щампи има създадена и в Троянския манастир. В щампарната на Рилския манастир са направени през 1835 г. и първите опити за самостоятелно гравиране на клишета от монаха-печатар Сергий.
През 1828 г. в Самоков, където се създава едно от най-големите градски гравьорски селища, Никола Карастоянов, който на младини е работил в Риломанастирската щампарна, закупува печатарска преса и започва да отпечатва първоначално щампи. През 30-те години на 19 век той открива в Самоков първата българска печатница и започва да печата там тайно книги.

## Исторически техники
Освен подвижния набор през годините са използвани различни техники за размножаване и копиране, които осигуряват сравнително ниска цена.

### Циклостил
При тази технология за подготовка на оригинала се използва обикновена пишеща машина, на която се поставя специална пропита с восък хартия, като преди това е свалена лентата от пишещата машина. След това листът се поставя на един въртящ се барабан. От вътрешна страна на барабана се подава боя, която прониква навън само там, където чрез пишещата машина е премахнат восъка (на мястото на знака). С помощта на този метод могат да се направят от няколкостотин до 2 – 3 хиляди копия. Съществували са и варианти, при които с валяк през листа се нанася боя.

### Копираща преса
Копиращата преса е създадена, за да се размножават в малки бройки документи, написани с мастило. Наричана е преса на Ват, тъй като е патентована през 1780 г. от Джеймс Ват. Тази технология на размножаване е разработена поради задължението на търговците от 1862 г. съгласно общия немски търговски закон да съхраняват копие от всички изпратени търговски писма. За да не ги преписват на ръка, са създадени механични копирни машини, които се използват и през 20 век. При процеса на копиране, документът, който е написан със специално мастило, се поставя на пресата заедно с тънка почти прозрачна навлажнена хартия между два листа парафинирана хартия, след което се притиска с преса. При това могат да се копират няколко документа едновременно. При този процес мастилото от оригиналния документ се прехвърля частично върху тънката хартия на копието и може да се чете от другата страна, тъй като е прозрачен. При тази технология с добро копиращо мастило на оригинала могат да се копират до три копия. С използването на концентрирано мастило и копираща хартия, напоена със специален разтвор, могат да се правят и до 20 копия. Тънката хартия на копието се залепва на по-плътна хартия, за да може да се чете по-добре.
Подобна технология на прехвърляне на мастилен текст е използвана в миналото при фалшификация на документи. В този случай с отрязан картоф се прехвърля мастилен печат от оригинален документ върху фалшификата.

### Спиртен печат
Спиртният печат използва предварително изработена двупластова „спиртна матрица“. Върху първия лист може да се печата, пише на ръка или чертае. Вторият лист е покрит със специална вакса, импрегнирана с някой цвят. Поради натиска, който се прилага върху първия лист, ваксата се прехвърля от втория лист към първия на местата на прилагане на натиск и се получава една матрица с огледален образ. Двата листа се отделят един от друг и първият лист се закрепва на барабана на машината с огледалния образ навън.
При тази технология не се използва отделна боя за печатане. Намокрената с разтворител, съдържащ спирт, хартия за печатане при контактуване със спиртната матрица си отнема минималното необходимо количество от боята на ваксата. При една матрица могат да се отпечатат 100 – 200 броя, преди матрицата да се износи. Този „дубликатор“ се е използвал в миналото за печатане на клубни списания, в училища и други.

### Пишеща машина
Пишещата машина е механичен или електромеханичен прибор, който има набор от клавиши, които при натискане обикновено чрез механична лостова система предават движението на подвижна печатаща глава със съответния знак за отпечатване. Печатането се извършва в най-разпространените случаи върху хартия. В най-разпространения вариант в миналото печатането се извършва чрез използването на покрита едностранно с мастило текстилна лента, която се намира между печатащата матрица (знак) и хартията и се придвижва след всеки знак, за да се използва чиста мастилена повърхност. За да се печата върху повече от един лист едновременно и за получаването на повече от едно копие се използват междинни тънки копиращи листове наречени индиго. Масовото използване на пишещи машини в миналото обуславя и наличието на професията „машинописка“, обикновено жени, които могат да печатат с голяма скорост, без да правят грешки. За разлика от сега съществуващите компютърни текстообработващи програми, при тази технология коригирането е трудно и се налага разработването на коригиращи материали специално за пишещи машини.
Масовото използване на компютри е изместило използването на тази технология. Независимо от това малки количества се използват за определени цели като надписване на пликове и в определени части на света. В Китай и Бразилия има данни за производството на тези машини., 

## Съвременни печатарски техники

### Офсетов печат
Офсетовият печат днес е най-широко разпространеният метод за печат на големи тиражи (над няколко хиляди броя). Принципът му на действие включва няколко етапа на пренос на изображението, като преди окончателното му пренасяне на хартията има междинен гумен офсетен цилиндър (на английски: offset). Когато се комбинира с литографски процес на формиране на изображението за печат, той включва и плосък носител, който се омастилява само в частите, подлежащи на печат. Този носител се нарича печатна форма или плака – най-често пластина с фоточувствително покритие (като правило, пластините са изработени от алуминиеви сплави).
Така описаната технология е само за един цвят мастило. За многоцветно изображение се използват два метода – или повторение на печата поотделно за всеки цвят, или печат с многоцветна печатна машина. И двата метода се основават на разлагането на всеки използван цвят на няколко цветови компонента, например CMYK. За всяка цветна страница се изготвят набор от печатни форми, като изображението върху всяка от тях съответства на един от съставните цветове от системата CMYK. Тези пластини или се зареждат една по една в машина с един комплект валове, или едновременно при съответния вал в многоцветната машина. Най-разпространените видове многоцветни машини си имат собствени имена: двуцветна, трицветна и т.н. За осигуряване на качествен цвят при печатането се използват различни системи за контрол на базата на денситометрия, колориметрия и цветна проба.

### Цифров печат
Цифровият (дигитален) печат е свързан с навлизането на компютрите в края на 20 век и с развитието на принтерите като периферни устройства към тях. При него не се налага междинно пренасяне върху пластина, а изображението директно се пренася от цифровото му описание (във вид на компютърен файл) към физическия носител – хартия или друга печатна медия. Използва се за малки тиражи и позволява бързо и качествено изработване на единични бройки у дома или в офиса, както и печат на текстове с променящи се участъци – например директна поща или рекламни кампании до различни адресати – нещо, което е твърде скъпо и трудоемко при офсетовия печат. Съвременният цифров печат използва лазерни или мастиленоструйни принтери, съответно с тонер и мастило.

#### Лазерен принтер
При този принтер лазерният лъч (обикновено от полупроводников лазер) проектира образа, който трябва да се напечата, върху един алуминиев, електрически зареден, покрит със селен, въртящ се, цилиндричен барабан (или покрит с органичен мономер). Фотопроводимостта се използва за създаване на електростатичност само на определени зони (неосветените от лазерния лъч) върху барабана. Частиците на прахообразното мастило (тонер) се залепват електростатично на тези зони. След това барабанът прехвърля образа върху хартията чрез пряк контакт. След това хартията преминава през нагревател, който фиксира мастилото чрез изпичане върху листа.
Лазерният принтер използва тонер, който представлява фин прах. Това е причината този вид принтери да са поставени под съмнение за вероятно замърсяване с фини прахови частици. Министерството на правосъдието на Долна Саксония заменя около 4000 бр. лазерни принтери като грижа и за успокоение на работещите в съдилищата сътрудници с по-чистите мастиленоструйни принтери.

#### Мастиленоструен принтер
При мастиленоструйния принтер образа се образува от точки. Те се получават като течното мастило се „изстрелва“ към листа за печатане. Мастиленоструйните принтери се разделят на две основни групи: подаване на капка при необходимост или непрекъснато подаване, при което капките се подават непрекъснато и се връщат към резервоара с мастило, когато не трябва да се печата. При непрекъснатото подаване на мастило се образуват капки вследствие нестабилността на струята (нестабилност на Плато-Рейли). В този случай капките се отклоняват от електрическо поле към мястото за нанасяне или се връщат.
При тази технология използването на различни мастила осигурява печатане върху различни по качество материали-хартия, пластмаса, метал и други.

### Ситопечат
Ситопечатът е технология за печат, която дава възможност да се печата не само върху хартия, но и върху текстил, пластмаса, стъкло, керамика, метал, кожа и други материали, както и върху предмети с неправилна форма.
Нанасянето на боите при тази технология се извършва като на една рамка се изпъва и залепва сито (ситна мрежа) и върху нея с процесите на фотокопирането се нанася определен образ. При това там където трябва да има мастило отвора е отпушен в ситото, а всички други са затворени. След това с помощта на ракел и силен натиск се нанася мастилото върху предмета, който се печата. Ситопечатът се използва много по-ограничено отколкото офсетовия печат, но затова тази технология е приложима върху доста повече материали и се използва при рекламните сувенири и в индустриалното производство като технология осигуряваща голяма производителност и ниска цена.
При работа с тази технология на основен начин за получаване на цветни образи върху предмета е така наречената система CMYK (произнася се най-често като „цмик“). Това е цветови модел (абстрактен модел за количествено определяне на цветовете), използван в модерния цветен печат, освен при ситопечата като офсетов печат и печат с принтер от персонален компютър. Съкращението е образувано от букви на английските думи Cyan (циан – основно синьо), Magenta (маджента – пурпурночервен цвят, клонящо към червено), Yellow (жълто), K или blacK (за черно). По този начин може да се получават визуално всички нюанси на цветовете с използването само на четири последователно работещи сита. При разглеждане под лупа образа, който се е получил, могат да се видят отделните цветове като разположени една до друга малки точки.

### Дълбок печат
5
Дълбокият печат е метод на печатане, при който мастилото се задържа във вдлъбнатините на отпечатващото тяло, за да бъде нанесено върху хартията. При дълбокия печат печатните елементи са вдлъбнати. Той е специфична печатарска техника, която се използва предимно за отпечатване на гравюри и ценни документи, като банкноти, ценни книжа, пощенски марки, паспорти и др. Самата печатна плака (матрица) може да бъде подготвена за печат с помощта на различни техники – суха игла, офорт, акватинта, лазерно гравиране и др. След като матрицата е готова, върху нея се нанася печатарско мастило, и повърхността се почиства обикновено с ракелен нож така, че мастилото остава само във вдлъбнатините на печатната форма.

### Тампонен печат
Тампонният печат е индиректен метод за дълбок печат, при който боята се пренася от един еластичен тампон от силиконов каучук от формата за печатане до предмета, който се печата. Тази технология маже да се използва за печатане върху повърхности с форма различна от равнината, с висока производителност и ниска цена и затова има широко приложение в производството. Технологията на процеса включва изработка чрез фотопроцеси на клишето, като при това образът, който трябва да се печата, е вдлъбнат (получен чрез химично ецване), закрепване на клишето в машината, поставяне на предмета за печатане, нанасяне на мастило с разнасящия ракел върху цялата повърхност на клишето, изчистване на мастилото от клишето с помощта на ракелен нож, като при това мастило остава само във вдлъбнатата форма, отнемане на мастилото от вдлъбнатата форма с помощта на тампона и нанасянето на мастилото върху предмета.

### Термопечат
При тази технология на печатане се използва специална печатаща глава от малки нагревателни елементи с малка константа на топлозадържане. Бързото охлаждане и загряване позволява и по-голяма скорост на печатане и по-добра разрешаваща способност. При тома има три вида термопечат:
- Директен термопечат – използва се термочувствителна хартия, която променя цвета си при нагряване.
- Термотрансферен печат – при този печат се използва едно покрито с мастило фолио, което се поставя между термопечатащата глава и хартията за печатане и при нагряване мастилото се топи и печата върху нея.
- Термосублимационен печат – подобен на термотрансферния печат, но при нагряване мастилото директно преминава в газова фаза (сублимация).

### Технологии за маркиране
При производството на различни изделия се изисква често и маркиране на различни данни като дата на производство, модели, производител и други. Това трябва често да бъде направено по траен начин върху определена част на изделието, например основния му корпус. За целта се използват различни техники, наречени маркировъчни техники.
- Лазерно маркиране: Подходящо е за метали, дърво, кожа, пластмаса и други.
- Горещо маркиране: Използва се обикновено за пластмасови изделия. При тази технология могат да се използват цветни ленти, през които да се прилага печата за по-голяма четливост на изображението
- Механично нанасяне на точки чрез вибриращо острие. Подходящо за по-меки материали.
- Мастиленоструен печат е един безконтактен метод с широко приложение в различни индустрии от хранително-вкусовата до електронната промишлености.

### Триизмерен печат
Също тясно свързан с цифровите технологии, но предлагащ много нови възможности, е методът на триизмерния печат или 3D принтерите. От създаването на първото устройство през 1984 г. тази технология се развива непрекъснато като се създават непрекъснато нови продукти. Приложенията им включват архитектурата, строителството, индустриален дизайн, автомобилостроене, авиокосмическата промишленост, военната промишленост, машиностроенето, зъболекарска и медицинска индустрия, биотехнологии (подмяна на човешки тъкани), мода, обувки, бижута, очила, образование, хранителна промишленост и още много други сфери. Пример за използването при създаването на големи обекти е пешеходен мост с дължина 12 m и широчина 1,75 m, който е отпечатан с използването на микроусилен бетон. Интерес за науката е създаването на технологии за тримерно биопринтиране. Възможността да се създадат биологични обекти е свързана с възможността да се създаде изцяло самостоятелна структура, като например бъбрек.